# Luciano Acosta
Luciano Federico Acosta (Rosario, 31 maggio 1994) è un calciatore argentino con cittadinanza statunitense, centrocampista della Fluminense.

## Carriera
Ha esordito nella massima serie argentina con il Boca Juniors nella stagione 2013-2014.

## Caratteristiche tecniche
Può giocare in qualsiasi posizione d'attacco, ma trova la sua massima espressione nel ruolo di trequartista.
Giocatore di minuta statura, è abile nel dribbling anche in mezzo a più avversari; è anche un ottimo battitore di calci piazzati.

## Statistiche

### Presenze e reti nei club
Statistiche aggiornate all'8 agosto 2025.
| Stagione            | Squadra             | Campionato          | Campionato | Campionato | Coppe nazionali | Coppe nazionali | Coppe nazionali | Coppe continentali | Coppe continentali | Coppe continentali | Altre coppe | Altre coppe | Altre coppe | Totale | Totale |
| Stagione            | Squadra             | Comp                | Pres       | Reti       | Comp            | Pres            | Reti            | Comp               | Pres               | Reti               | Comp        | Pres        | Reti        | Pres   | Reti   |
| ------------------- | ------------------- | ------------------- | ---------- | ---------- | --------------- | --------------- | --------------- | ------------------ | ------------------ | ------------------ | ----------- | ----------- | ----------- | ------ | ------ |
| 2013-2014           | Boca Juniors        | PD                  | 14         | 2          | CA              | 0               | 0               | -                  | -                  | -                  | -           | -           | -           | 14     | 2      |
| 2014                | Boca Juniors        | PD                  | 9          | 0          | -               | -               | -               | CS                 | 3                  | 0                  | -           | -           | -           | 12     | 0      |
| Totale Boca Juniors | Totale Boca Juniors | Totale Boca Juniors | 23         | 2          |                 | 0               | 0               |                    | 3                  | 0                  |             | -           | -           | 26     | 2      |
| 2015                | Estudiantes (LP)    | PD                  | 24+3       | 1          | CA              | 4               | 0               | CL                 | 7                  | 1                  | -           | -           | -           | 38     | 2      |
| 2016                | D.C. United         | MLS                 | 31+1       | 3          | USOC            | 1               | 0               | CCL                | 2                  | 0                  | -           | -           | -           | 35     | 3      |
| 2017                | D.C. United         | MLS                 | 31         | 5          | USOC            | 1               | 0               | -                  | -                  | -                  | -           | -           | -           | 32     | 5      |
| 2018                | D.C. United         | MLS                 | 33+1       | 10         | USOC            | 2               | 1               | -                  | -                  | -                  | -           | -           | -           | 36     | 11     |
| 2019                | D.C. United         | MLS                 | 31+1       | 6          | USOC            | 2               | 0               | -                  | -                  | -                  | -           | -           | -           | 34     | 6      |
| Totale DC United    | Totale DC United    | Totale DC United    | 126+3      | 24         |                 | 6               | 1               |                    | 2                  | 0                  |             | -           | -           | 137    | 25     |
| gen.-mar. 2020      | Atlas               | PD                  | 10         | 1          | cMX             | 0               | 0               | -                  | -                  | -                  | -           | -           | -           | 10     | 1      |
| 2020-2021           | Atlas               | PD                  | 23         | 2          | cMX             | 0               | 0               | -                  | -                  | -                  | CpM         | 3           | 1           | 26     | 3      |
| Totale Atlas        | Totale Atlas        | Totale Atlas        | 33         | 3          |                 | 0               | 0               |                    | -                  | -                  |             | 3           | 1           | 36     | 4      |
| 2021                | FC Cincinnati       | MLS                 | 31         | 7          | -               | -               | -               | -                  | -                  | -                  | -           | -           | -           | 31     | 7      |
| 2022                | FC Cincinnati       | MLS                 | 30+2       | 10+1       | USOC            | 2               | 0               | -                  | -                  | -                  | LC          | 1           | 0           | 35     | 11     |
| 2023                | FC Cincinnati       | MLS                 | 32+4       | 17+2       | USOC            | 5               | 1               | -                  | -                  | -                  | LC          | 3           | 1           | 44     | 21     |
| 2024                | FC Cincinnati       | MLS                 | 32+3       | 14+0       | USOC            | 0               | 0               | CCC                | 4                  | 1                  | LC          | 2           | 0           | 41     | 14     |
| Totale Cincinnati   | Totale Cincinnati   | Totale Cincinnati   | 125+9      | 48+3       |                 | 7               | 1               |                    | 4                  | 1                  |             | 6           | 1           | 151    | 54     |
| 2025                | FC Dallas           | MLS                 | 21         | 5          | USOC            | 2               | 2               | -                  | -                  | -                  | LC          | -           | -           | 23     | 7      |
| ago.-dic. 2025      | Fluminense          | A1/RJ+A             | -          | -          | CB              | -               | -               | CS                 | -                  | -                  | -           | -           | -           | -      | -      |
| Totale carriera     | Totale carriera     | Totale carriera     | 367        | 86         |                 | 19              | 4               |                    | 16                 | 2                  |             | 9           | 2           | 411    | 94     |

## Palmarès

### Club
- MLS Supporters' Shield: 1

FC Cincinnati: 2023

### Individuale
- MLS Best XI: 4

2018, 2022, 2023, 2024
- Premio MVP della Major League Soccer: 1

2023